# Go! Discs Records
Go! Discs Records foi uma gravadora de Hammersmith, Londres, lançada em 1983 por Andy MacDonald e Lesley Symons. Com artistas como Billy Bragg, The Housemartins e The Beautiful South, se tornando um rótulo destacado.

## Artistas que já gravaram pela Go! Discs Records
- Anna
- Billy Bragg
- The Bic
- The Housemartins
- The Beautiful South
- The Bathers
- The Butterfield 8
- The Boothill Foot-Tappers
- Paul Weller
- The Blue Ox Babes
- Father Father
- The Southernaires
- Drugstore
- Trash Can Sinatras
- The La's
- The Frank and Walters
- The Stairs
- Madness